# 한지 플리크
한지 플리크(독일어: Hansi Flick, 독일어 발음: [ˈhanzi ˈflɪk])로도 불리는 한스디터 플리크(독일어: Hans-Dieter Flick, 1965년 2월 24일~)는 독일의 축구 선수 출신 축구 지도자이다. 선수 시절 포지션은 미드필더였으며 현재 라리가의 FC 바르셀로나 감독을 맡고 있다. 대한민국에서는 성 Flick를 로마자 그대로 읽은 한지 플릭으로도 알려져 있다.
SV 잔트하우젠, FC 바이에른 뮌헨, 1. FC 쾰른, FC 빅토리아 바멘탈에서 미드필더로 활동한 후 1996년 빅토리아 바멘탈의 선수 겸 감독으로 임명되며 축구 지도자 경력을 시작했다. 2000년 독일 4부리그의 TSG 호펜하임의 감독으로 부임했고 호펜하임의 레기오날리가 쥐트 승격에 기여한 후 2005년 호펜하임을 떠났다. 2006년부터 2014년까지 요아힘 뢰프가 감독으로 있는 독일 축구 국가대표팀의 수석 코치로 활동하며 독일 대표팀의 2014년 FIFA 월드컵 우승에 기여했다.
독일 대표팀을 떠난 후 2014년 독일 축구 연맹의 단장으로 부임해 2017년까지 활동한 후 2019년 FC 바이에른 뮌헨의 수석 코치에 임명되었다. 2019년 11월 니코 코바치의 뒤를 이어 바이에른 뮌헨의 임시 감독으로 임명되었고 이후 정식 감독이 되어 바이에른 뮌헨에서의 첫 번째 시즌에 분데스리가 2019-20시즌, DFB-포칼, UEFA 챔피언스리그에서 모두 우승하며 바이에른 뮌헨 역사상 두 번째 트레블 달성에 기여했다. 그는 2020-21 시즌에 바이에른 뮌헨의 분데스리가와 FIFA 클럽 월드컵 우승에 기여하며 펩 과르디올라의 뒤를 이어 섹스투플을 달성한 역대 두 번째 감독이 되었다.
2021년 바이에른 뮌헨을 떠나 독일 대표팀의 감독으로 임명되었고 2022년 FIFA 월드컵에서 대표팀의 조별리그 탈락이라는 성적을 받은 후 2023년 9월 독일 대표팀 감독에서 경질되며 독일 대표팀 역사상 경질된 첫 번째 감독이라는 기록을 얻었다. 그는 2024년 FC 바르셀로나의 감독으로 임명되었다.

## 선수 경력
현역 시절 포지션은 미드필더였고, 바이에른 뮌헨에서 104경기를 뛰었으며, 1985년부터 1990년 사이에 5골을 득점하였다. 그는 이후 쾰른 소속으로 44경기를 출전한 후 1993년에 은퇴했다.
전임 감독인 요아힘 뢰프와 더불어 국가대표팀 선수로 활약한 적이 없다.

## 지도자 경력
은퇴 후 플리크는 3. 리가에 속해 있는 호펜하임의 사령탑을 5년간 맡다가 2005년에 해임되었다. 그는 이후 레드불 잘츠부르크의 수석코치가 되었다.
2006년 8월 23일, 그는 독일 축구 국가대표팀의 수석코치로 임명되었다. 그는 비록 DFB의 공식 승인을 받지 못한 감독이었으나 요아힘 뢰프 감독이 퇴장당하게 되자 그 다음 경기인 포르투갈과의 UEFA 유로 2008 8강 경기에서 감독 대행을 맡았고, 경기는 독일의 3-2 승리로 종료되었다.
UEFA 유로 2020에서 잉글랜드에 패한 후 요아힘 뢰프가 사퇴하자, 2022년 FIFA 월드컵을 앞두고 독일의 감독을 맡게 됐다. 정작 뢰프의 진짜 사퇴 이유는 2020-21년 UEFA 네이션스리그에서 스페인에게 0-6 충격패를 당한 경기였으며 그래서 뢰프를 UEFA 유로 2020까지로 계약 기간을 확정하게 되었다.
하지만 일본과의 조별리그 1차전에서 독일이 역전패하며 일본의 독일 상대 A매치 첫 승을 헌납하는 등, 전임자인 요아힘 뢰프에 이어 2022년 FIFA 월드컵에서도 또 다시 독일이 월드컵 조별리그 통과에 실패하는 수모를 당했다. 그럼에도 DFB에서는 독일에서 열리는 UEFA 유로 2024를 대비하기 위해 플리크를 유임하기로 했다.
일본전에서는 센터백으로밖에 사용할 수 없는 선수인 니클라스 쥘레를 풀백으로 배치하는 큰 실수를 저질렀으며, 이게 원인이 되어 독일이 일본에 패하는 원인을 제공했다.
2022년 FIFA 월드컵 당시 출전 감독 중 가장 비싼 연봉을 받는 감독이었다. 그 액수는 한화 약 90억 원 상당이다.
2023년 9월 10일, 전날 볼프스부르크에서 열린 일본과의 리매치 평가전에서 독일이 졸전 끝에 1-4로 대패당하자, 결국 독일 축구 국가대표팀 감독에서 경질됐다. 루디 푈러 국가대표팀 단장이 이후에 열린 프랑스전 1경기만 잠시 감독 대행을 맡았고, 후임으로는 율리안 나겔스만이 선임됐다.

## 수상 내역

### 선수

#### 바이에른 뮌헨
- 분데스리가: 1985–86, 1986–87, 1988–89, 1989–90
- DFB-포칼: 1985–86
- DFL 슈퍼컵 : 1987
- 유러피언컵 준우승: 1986–87

### 감독

#### TSG 호펜하임
- 오베르리가 바덴-뷔템베르크 : 2000-01

#### 바이에른 뮌헨
- 분데스리가: 2019–20, 2020-21
- DFB-포칼: 2019–20
- DFL 슈퍼컵 : 2020
- UEFA 챔피언스리그: 2019–20
- UEFA 슈퍼컵 : 2020
- FIFA 클럽 월드컵 : 2020

### 개인
- UEFA 올해의 감독 : 2019-20
- VDV 올해의 감독 : 2019-20
- 독일 축구 올해의 감독 : 2020
- 월드사커 올해의 감독 : 2020
- 글로브사커 올해의 감독 : 2020
- IFFHS 올해의 감독 : 2020